# Arcidiocesi di Harare
L'arcidiocesi di Harare (in latino: Archidioecesis Hararensis) è una sede metropolitana della Chiesa cattolica in Zimbabwe. Nel 2021 contava 667.335 battezzati su 3.721.815 abitanti. È retta dall'arcivescovo Robert Christopher Ndlovu.

## Territorio
L'arcidiocesi comprende i distretti civili di Mazowe, Bindura, Shamva, Murewa, Rushinga (a sud del fiume Mazowe), Mudzi, Mutoko, Kadoma, Chegutu, Harare, Goromonzi, Seke, Marondera, Charter, Wedza e Buhera in Zimbabwe.
Sede arcivescovile è la città di Harare, dove si trova la cattedrale del Sacro Cuore.
Il territorio è suddiviso in 50 parrocchie.

## Storia
La missione sui iuris dello Zambesi fu eretta il 2 luglio 1879, ricavandone il territorio dal vicariato apostolico di Natal (oggi arcidiocesi di Durban). L'opera di evangelizzazione fu affidata ai missionari della Compagnia di Gesù.
Il 9 marzo 1915 con il decreto Plenariis in comitiis di Propaganda Fide la missione sui iuris fu elevata a prefettura apostolica.
Il 14 luglio 1927 cedette una porzione del suo territorio a vantaggio dell'erezione della prefettura apostolica di Broken Hill (oggi arcidiocesi di Lusaka) e contestualmente cambiò il proprio nome in prefettura apostolica di Salisbury.
Il 4 gennaio 1931 cedette un'altra porzione di territorio a vantaggio dell'erezione della missione sui iuris di Bulawayo (oggi arcidiocesi).
Il 3 marzo dello stesso anno la prefettura apostolica fu elevata a vicariato apostolico con il breve Compertum habemus di papa Pio XI.
Il 2 febbraio 1953 cedette un'ulteriore porzione di territorio a vantaggio dell'erezione della prefettura apostolica di Umtali (oggi diocesi di Mutare) e il 29 giugno dello stesso anno cedette un'altra porzione di territorio a vantaggio dell'erezione della prefettura apostolica di Wankie (oggi diocesi di Hwange).
Il 1º gennaio 1955 è stata nuovamente elevata al rango di arcidiocesi metropolitana con la bolla Quod Christus di papa Pio XII.
Il 17 dicembre 1973 cedette ancora una porzione del suo territorio a vantaggio dell'erezione della prefettura apostolica di Sinoia (oggi diocesi di Chinhoyi).
Il 25 giugno 1982 ha assunto il nome attuale.

## Cronotassi dei vescovi
Si omettono i periodi di sede vacante non superiori ai 2 anni o non storicamente accertati.
- Henri Joseph Depelchin, S.I. † (2 luglio 1879 - aprile 1883 dimesso)
- Alfred Weld, S.I. † (1883 - 1887 dimesso)
- Alphonse Daignault, S.I. † (1887 - 1891 dimesso)
- Henry Schomberg Kerr, S.I. † (1891 - 18 agosto 1895 deceduto)
- Richard Sykes, S.I. † (1896 - 1904 dimesso)
- Ignatius Gartlan, S.I. † (1904 - 1911 dimesso)
- Edward Parry, S.I. † (1911 - 1915 dimesso)
- Richard Sykes, S.I. † (9 marzo 1915 - dicembre 1919 deceduto) (per la seconda volta)
- Edward Parry, S.I. † (gennaio 1920 - maggio 1922 deceduto) (per la seconda volta)
- Robert Brown, S.I. † (1922 - 1931 dimesso)
- Aston Chichester, S.I. † (24 febbraio 1931 - 23 novembre 1956 dimesso[1])
- Francis William Markall, S.I. † (23 novembre 1956 succeduto - 31 maggio 1976 dimesso)
- Patrick Fani Chakaipa † (31 maggio 1976 - 8 aprile 2003 deceduto)
- Robert Christopher Ndlovu, dal 10 giugno 2004

## Statistiche
L'arcidiocesi nel 2021 su una popolazione di 3.721.815 persone contava 667.335 battezzati, corrispondenti al 17,9% del totale.
| anno | popolazione | popolazione | popolazione | presbiteri | presbiteri | presbiteri | presbiteri                | diaconi | religiosi | religiosi | parrocchie |
| anno | battezzati  | totale      | %           | numero     | secolari   | regolari   | battezzati per presbitero | diaconi | uomini    | donne     | parrocchie |
| ---- | ----------- | ----------- | ----------- | ---------- | ---------- | ---------- | ------------------------- | ------- | --------- | --------- | ---------- |
| 1950 | 44.279      | 1.023.567   | 4,3         | 82         | 2          | 80         | 539                       |         | 27        | 308       |            |
| 1970 | 176.242     | 2.085.910   | 8,4         | 158        | 21         | 137        | 1.115                     |         | 188       | 482       | 23         |
| 1980 | 209.187     | 2.197.844   | 9,5         | 119        | 28         | 91         | 1.757                     |         | 133       | 467       | 9          |
| 1990 | 254.835     | 3.211.334   | 7,9         | 111        | 34         | 77         | 2.295                     |         | 108       | 423       | 3          |
| 1999 | 363.027     | 4.392.568   | 8,3         | 154        | 42         | 112        | 2.357                     |         | 241       | 397       | 3          |
| 2000 | 400.586     | 4.515.578   | 8,9         | 151        | 41         | 110        | 2.652                     |         | 253       | 411       | 3          |
| 2001 | 452.468     | 4.642.014   | 9,7         | 132        | 36         | 96         | 3.427                     |         | 215       | 395       | 3          |
| 2002 | 369.771     | 4.443.427   | 8,3         | 133        | 37         | 96         | 2.780                     |         | 233       | 273       | 41         |
| 2003 | 379.291     | 4.771.838   | 7,9         | 129        | 39         | 90         | 2.940                     |         | 223       | 351       | 43         |
| 2004 | 483.293     | 4.866.000   | 9,9         | 124        | 38         | 86         | 3.897                     |         | 295       | 350       | 43         |
| 2006 | 499.810     | 4.936.000   | 10,1        | 134        | 36         | 98         | 3.729                     |         | 272       | 365       | 43         |
| 2007 | 512.215     | 4.960.440   | 10,3        | 138        | 38         | 100        | 3.711                     | 1       | 318       | 373       | 43         |
| 2013 | 565.000     | 5.544.000   | 10,2        | 163        | 59         | 104        | 3.466                     |         | 294       | 302       | 54         |
| 2016 | 601.000     | 3.351.465   | 17,9        | 168        | 53         | 115        | 3.577                     |         | 305       | 290       | 56         |
| 2019 | 640.170     | 3.569.900   | 17,9        | 166        | 56         | 110        | 3.856                     |         | 287       | 254       | 57         |
| 2021 | 667.335     | 3.721.815   | 17,9        | 184        | 117        | 184        | 3.626                     |         | 327       | 274       | 50         |